# パーフェクトペリオ
パーフェクトペリオ株式会社（パーフェクトペリオかぶしきがいしゃ、英語: PERFECTPERIO Co., Ltd.）は、茨城県つくば市に本社を置く日本の企業。
創業者である歯科医師・野口宗則が開発した洗口液の製造販売を主な事業とする。

## 概要
同社の主力製品は、次亜塩素酸（HClO）と炭酸水素ナトリウム（NaHCO3）を主な成分とする洗口液である。製品に関連する特許を国内外で取得している。

## 沿革
- 2006年 野口宗則が栃木県小山市で野口歯科医学研究所株式会社を設立
- 2007年 洗口液「パーフェクトペリオ」を発売
- 2009年 商号をパーフェクトペリオ株式会社に変更
- 2009年 TBS系列のテレビ番組『夢の扉〜NEXT DOOR〜』で紹介される[1]
- 2009年 日本特許第4369530号を取得
- 2011年 シンガポール特許162476号を取得
- 2011年 韓国特許10-1044297号を取得
- 2012年 欧州特許2241322号を取得（ドイツ、イギリス、フランス、スウェーデン）
- 2013年 関東地方発明表彰で日本弁理士会会長奨励賞を受賞[2]
- 2015年 本社を茨城県つくば市に移転
- 2019年 パーフェクトペリオ洗口液の容器をプラスチックボトルからパウチタイプへ変更
- 2021年 NOGUCHI MEDICAL GROUP株式会社の設立に伴い同社の子会社となる
- 2024年 茨城県つくば市に洗口液「パーフェクトペリオ」製造工場を開設

## 主な製品
- パーフェクトペリオ（洗口液）